# 사이버펑크 파생물
사이버펑크 파생물( - 派生物, 영어: cyberpunk derivatives)은 미국 과학소설계의 사이버펑크 운동이 1990년대 들어 종료된 이후 등장한 경향들을 가리킨다.

## 미래적 파생물
바이오펑크, 나노펑크, 포스트사이버펑크(postcyberpunk)가 대표적이다.

### 포스트사이버펑크
포스트사이버펑크는 기존의 사이버펑크에 비해 다양한 접근을 실험하는 새로운 조류다. 신체개조, 유비쿼터스 인포스피어 등 고도기술사회를 그리는 사이버펑크의 미래적인 요소는 유지하지만, 그 사회가 무조건 디스토피아일 것이라는 가정은 유보하는 경향이 있다. 그러나 이 정의는 절대적이지 않고 유동적이다.
사이버펑크의 반체제적인 성격은 사이버 기술이 일반인들에게 새로우면서도 낯설고 이상한 것으로 여겨졌던 시대의 반영이었다. 이에 대하여 포스트사이버펑크는 본질적으로 인류가 사이버공간의 개념에 적응하고 사이버펑크의 요소들이 먼 미래의 것이 아니라 현대에 현실화되었다는 인식에서 발생했다고 할 수 있다. 이에 따라 새로운 아이디어들이 실험되었고, 때로는 고전 사이버펑크에 대한 비판도 제기되었다.
1998년 로렌스 퍼슨은 인터넷 포럼 슬래시닷에 포스트사이버펑크 장르의 출현에 대해 다음과 같이 논하는 글을 발표했다.
사이버펑크는 인물이 환경의 일상적 디테일과 상호작용하는 모습을 묘사함으로써 (말하지 않고 보여주는 식으로), 미래에 대한 엄청난 인지적 부하를 전달했다. 사이버펑크가 옷, 가구, 데크, 스펙스와 상호작용한 방식은 고전 SF에서 로봇이나 로켓과 상호작용한 것에 비해 인물이 살고 있는 사회에 대해 훨씬 더 많은 것들을 알려주었다. 포스트사이버펑크는 사이버펑크와 동일한 몰입형 세계구축 기법을 사용하지만, 인물과 설정이 다르고, 가장 근본적으로는 미래에 대한 가정이 다르다. 포스트사이버펑크의 인물은 소외된 외톨이가 아니라, 사회에 통합된 구성원이다(즉, 제대로 된 직업이 있다). 포스트사이버펑크의 미래는 여전히 일상생활은 급속한 기술변화와 편재하는 전산화 인프라의 영향을 받을 것이나, 사이버펑크처럼 반드시 디스토피아는 아니다.

이러한 정의에 따르면, 고전 사이버펑크와 포스트사이버펑크를 구분하는 기준은 다음과 같이 정리될 수 있다.
- 스페이스 오페라 식의 먼 미래보다는 가까운, 보다 현실적인 지상의 기술을 다루며 그 기술로 인한 사회의 변화, 인물과 사회의 상호작용을 보여준다는 점은 같다.
- 고전 사이버펑크는 디스토피아를 배경으로 사회에서 소외되어 사회를 관조 또는 반항하는 외부인(outsider) 주인공을 다룬다. 후기사이버펑크는 경찰, 과학자 등 좀 더 사회와 밀접한 관련을 가진 내부인(insider)의 입장에서 서술되는 경향이 있다.
- 고전 사이버펑크에서는 기술 문명이 인간을 소외시키는 부분을 강조하지만, 후기사이버펑크는 기술이 인간의 삶에 필수적이며 사회를 존속시키는 역할을 하는 것에 주목한다.

## 복고적 파생물
이런 경향을 대개 복고미래주의라고 한다. 산업혁명 시대나 냉전기 같은 과거에 전망했던 미래상이 구현되었을 때 그 기술적 사회적 영향을 다룬다. 대표적으로 스팀펑크, 디젤펑크, 스톤펑크, 클락펑크, 로코코펑크, 레이펑크, 나우펑크, 데코펑크, 아톰펑크, 스틸펑크 등이 있다.

## 같이 보기
- 트랜스휴머니즘
- 기술적 특이점
- 오메가 포인트(영어판)